# Денисов, Борис Семёнович
Бори́с Семёнович Дени́сов (15 мая 1885, Москва — 13 марта 1959, там же) — российский и советский боксёр, тренер, один из лучших наставников советского бокса довоенного периода. Заслуженный мастер спорта СССР (1942), заслуженный тренер СССР (1956), награждён орденом Трудового Красного Знамени. Судья всесоюзной категории (1937).

## Биография
Родился 15 мая 1885 года в Москве.
В молодости был членом московского спортивного общества «Санитас», где, помимо бокса, активно занимался многими другими видами спорта, в том числе штангой, лёгкой атлетикой, плаванием, греблей, велоспортом, лыжами и коньками.
В 1909 году окончил Варшавскую военно-фехтовальную гимнастическую школу и стал преподавателем борьбы.
В начале 1930-х годов возглавил тяжелоатлетическую секцию «Строитель», где воспитал многих талантливых боксёров — наиболее известным его учеником того периода является Евгений Огуренков, впоследствии семикратный чемпион СССР по боксу. Был наставником таких мастеров, как Иван Авдеев (четырёхкратный чемпион СССР), Сергей Щербаков (серебряный призёр Олимпийских игр, десятикратный чемпион СССР) и многих других.
Денисов был прирождённым педагогом, тонким психологом, не искал и не отбирал таланты, а растил их, внимательно изучая каждого своего ученика, старался найти и находил то, что тому ближе всего, что заложено в нём самой природой, что больше всего соответствует его характеру и физическому развитию. Он придумывал вместе с учеником коронные приёмы, отрабатывал их до автоматизма, а затем создавал серию тактических ходов и комбинаций, в которых эти приёмы играли главную роль, становясь завершающей фазой комбинации или всего боя в целом. Каждое движение, каждый приём он разбивал на элементы и отрабатывал по частям, а затем в слитном исполнении.
С 1942 года работал тренером в спортивном обществе «Трудовые резервы», где был наставником Виктора Меднова (серебряный призёр Олимпийских игр, чемпион СССР) и ряда других боксёров.
В 1942 году за большую работу по развитию бокса в СССР Борис Денисов удостоен звания «Заслуженный мастер спорта СССР», а в 1956 году за многолетнюю педагогическую и тренерскую работу, подготовку высококвалифицированных тренеров и боксёров получил звание «Заслуженный тренер СССР». Отличник физической культуры (1946).
С 1925 года являлся членом Всесоюзной секции бокса и Всесоюзной коллегии судей.
За свою тренерскую карьеру он написал множество учебных и методических пособий, в том числе выступил автором таких книг, как «Бокс» (1949), «Обучение и тренировка боксёра» (1950), «Тактика бокса» (1952), «Техника — основа мастерства в боксе» (1957).
Умер 13 марта 1959 года, похоронен на уч. 43 Ваганьковского кладбища в Москве.

## Награды
- орден Трудового Красного Знамени (27.04.1957) — «за успехи, достигнутые в деле развития массового физкультурного движения в стране, повышения мастерства советских спортсменов, и успешное выступление на международных соревнованиях»